# Палац Естевес
Палац Естевес (ісп. Palacio Estévez) — історична будівля, розташована на площі Незалежності, в Монтевідео, столиці Уругваю.

## Історія

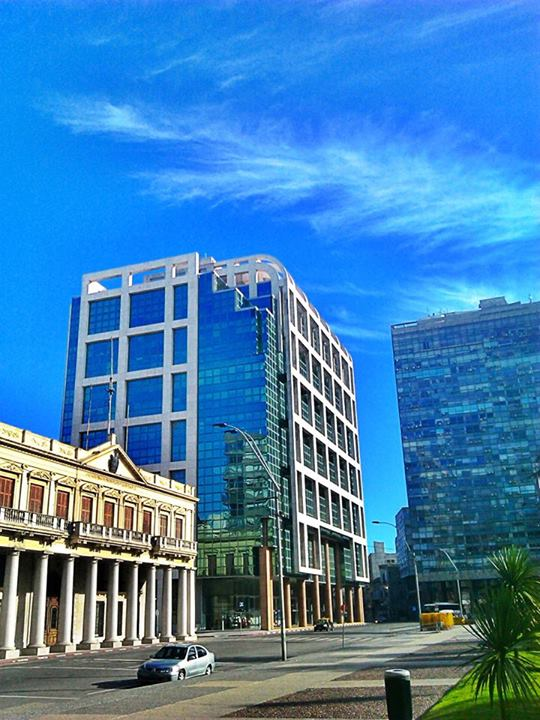
Палац Естевес і Виконавча вежа

Будинок побудований в поєднанні доричного та колоніального стилю під керівництвом Мануеля де Кастеля в 1873. У цій будівлі знаходилася резиденція президента Уругваю, а потім тут створений музей, з сувенірами та подарунками президента та його посадових осіб.
Будинок належав Франсіско Естевесу та його сім'ї, поки не був придбаний уругвайським урядом в 1880, для створення робочого місця для президента Лоренцо Латорре.
Після відновлення демократії в 1985, президент Хуліо Марія Сангінетті переніс резиденцію виконавчої влади в Ліберті-білдінг, до цього будівлю міністерства оборони. Під час президентства Табаре Васкеса резиденція була перенесена у Виконавчу вежу, поруч зі палацом Естевес.
Законом № 18594 від 18 вересня 2009 останки Хосе Артигаса, національного героя та засновника Уругваю, перенесені з мавзолею на площі Незалежності до палацу .